# Eldar Memišević
Eldar Memišević (21 de junio de 1992) es un jugador de balonmano catarí nacido en Bosnia y Herzegovina que juega de extremo derecho en el El Jaish SC catarí. Es internacional con la selección de balonmano de Catar.
Con la selección ganó la medalla de plata en el Campeonato Mundial de Balonmano Masculino de 2015.

## Palmarés internacional
| Campeonato Mundial  | Campeonato Mundial | Campeonato Mundial | Campeonato Mundial |
| Año                 | Lugar              | Medalla            |                    |
| ------------------- | ------------------ | ------------------ | ------------------ |
| 2015                | Catar              | Medalla de plata   |                    |
| Juegos Asiáticos    |                    |                    |                    |
| Año                 | Lugar              | Medalla            |                    |
| 2022                | Hangzhou           | Medalla de oro     |                    |
| Campeonato Asiático |                    |                    |                    |
| Año                 | Lugar              | Medalla            |                    |
| 2022                | Dammam             | Medalla de oro     |                    |
| 2024                | Baréin             | Medalla de oro     |                    |

## Palmarés
- Liga de Catar de balonmano

## Clubes
- El Jaish SC